# アンリ・エランベルジェ
アンリ・フレデリック・エランベルジェ（仏: Henri Frédéric Ellenberger, 1905年11月6日 - 1993年5月1日）は、カナダの精神科医、医学史家、犯罪学者であり、ときには精神医学の歴史学の創始者とも考えられている。エランベルジェは、1970年に出版した力動精神医学史の百科全書的研究書である『無意識の発見』で主に知られている。

## 来歴
1905年11月6日、スイス人宣教師の子息として南アフリカのローデシアに生れる。1914年にパリに移住し、フランス語で教育を受ける。パリ大学医学部に学び、1934年に精神科医となる。1941年にスイスに移住、ヴァルダウ精神病院を経て、1943年から10年間シャフハウゼンのブライテナウ精神病院の副院長をつとめる。1953年にアメリカに渡り、メニンガー精神医学校の教授となる。1959年カナダに移住、マギル大学教授を経て、1962年から1977年まで、モントリオール大学教授。カナダが終生の土地となった。1979年に来日している。

## 名前の発音について
エランベルジェは、フランス語を話すドイツ系スイス人の家系の出身であり、出生の地はイギリス領であったローデシア、没したのはフランス語圏カナダである。著述は英語とフランス語で行なった（主著『無意識の発見』の初版は英語である）。Ellenbergerの発音・表記は、フランス語に従えばエランベルジェ、英語に従えばエレンバーガー、ドイツ語に従えばエレンベルガーとなる。みすず書房版著作集の著者略歴によれば、「著者の読みをどうするかは正解のない問題である」。同著作集は『エランベルジェ著作集』の表記をとり、弘文堂刊の邦訳『無意識の発見』ではエレンベルガーとなっている。

## 著書
- エレンベルガー『無意識の発見：力動精神医学発達史』、上下巻、木村敏・中井久夫監訳、弘文堂、1980年。
- エランベルジェ『エランベルジェ著作集 1：無意識のパイオニアと患者たち』中井久夫訳、みすず書房、1999年。
- エランベルジェ『エランベルジェ著作集 2：精神医療とその周辺』中井久夫訳、みすず書房、1999年。
- エランベルジェ『エランベルジェ著作集 3：精神医学／犯罪学／被害者学－西欧と非西欧』中井久夫訳、みすず書房、2000年。
- エランベルジェ（原作）、中井久夫（文・絵）『いろいろずきん』みすず書房、1999年。

## 関連人物
- 中井久夫